# Franz Danzi

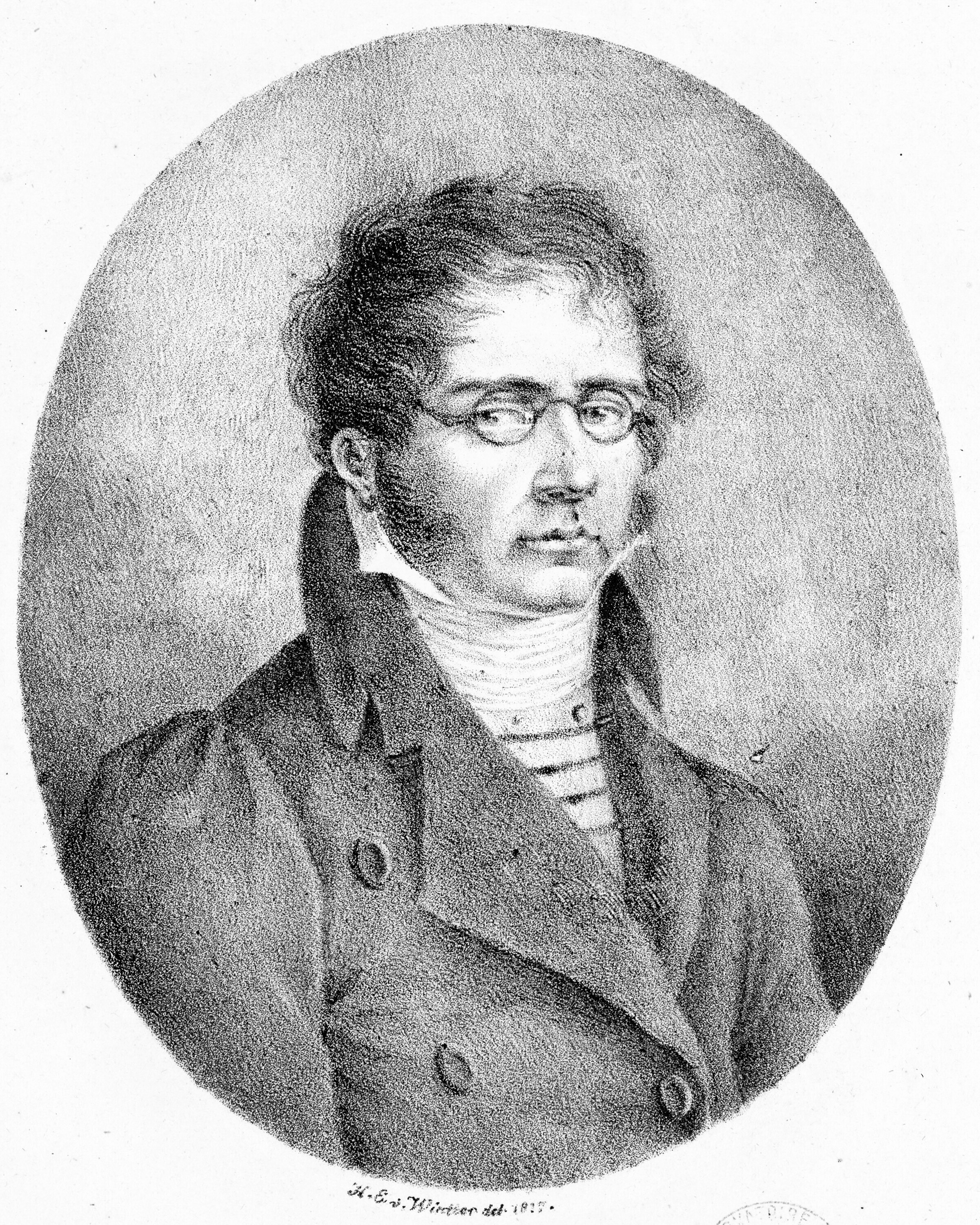
Franz Danzi.

Franz Ignaz Danzi, född den 15 maj 1763 i Mannheim, död den 13 april 1826 i Karlsruhe, var en tysk tonsättare, kapellmästare och violoncellist. Han var bror till Franziska Danzi.
Danzi var den främste medlemmen i en tysk musikersläkt av italienskt ursprung. Han var mycket produktiv och skrev både operor, psalmkoraler och annan sakral musik, lieder och symfonier, men i dag är han främst ihågkommen för sin kammarmusik, speciellt blåskvintetterna.

## Verk (Urval)
- 3 Stråkkvartetter Op.5
- 6 Stråkkvartetter Op.6
- 3 Duos för viola och cello (Bok 1)
- 3 Duos för viola och cello Op.9 (Bok 2)
- 1 Blåssextett Op.10
- 1 Sinfonia Op.25
- 1 Hornsonat Op.28
- 3 Stråkkvartetter Op.29
- Flöjtkonsert No.1 Op.30
- Flöjtkonsert No.2 Op.31
- 3 Kvartetter för Fagott och stråkar Op.40
- Sinfonia Concertante för flöjt,klarinett och orkester Op.41
- Flöjtkonsert No.3 Op.42
- Flöjtkonsert No.4 Op. 43
- 4 Fagottkonserter
- 1 Cellokonsert
- 1 Hornkonsert
- 1 Pianokonsert